# Friedrich Lang
Friedrich Lang (12. ledna 1915, Moravská Třebová – 29. prosince 2003, Hannover) byl německý letec Luftwaffe, který byl během druhé světové války považován za druhého nejlepšího pilota střemhlavého bitevního letounu Junkers Ju 87 Stuka. Odlétal 1008 bojových letů a nebyl ani jednou sestřelen.

## Život

### Mládí a studium
Narodil se do rodiny Franze a Pauly Langových. Jeho otec byl učitelem na moravskotřebovském gymnáziu. Vyrůstal v Linci, Bukovině a Černovicích, kde studoval na německém gymnáziu, kde jeho otec učil a dělal správce. Na Černovické univerzitě studoval matematiku a fyziku. Chtěl studovat konstrukce letadel na německé univerzitě, ale jeho rodina neměla dostatek financí.

### Létání a válka
Friedrichovův zájem o létání probudil vyhlídkový let, kterého se zúčastnil roku 1931. V roce 1935 získal německé občanství a přihlásil se k leteckému výcviku. Získal letecký průkaz A-2 a nastoupil k 9. praporu 28. pěšího regimentu. Na vlastní žádost byl přeřazen k palubnímu personálu KG 153. Dostal se do letecké školy v Drážďanech a roku 1938 byl povýšen na poručíka. Prošel výcvikem na letounech Dornier Do 23, Junkers Ju 52, Heinkel He 46, Heinkel He 123 a Junkers Ju 87. Za druhé světové války bojoval v Polsku, Francii, Jugoslávii, Řecku a na Krétě. Během tažení do Francie byl 8. června 1940 těžce raněn. Při bojích nad Krétou docílil zásahu dvou torpédoborců. Od června 1944 velel letecké škole ve Vyškově. Ke konci války se zranil při nouzovém přistání. Byl zajat Američany a propuštěn byl až v srpnu 1945.

### Po válce
Po válce se stal asistentem učitele na obecné škole v Gundelsheimu. Roku 1947 se oženil. Byl vyhozen a poté pracoval jako zedník. Po složení tovaryšské zkoušky navštěvoval stavební školu v Brémách, kde se také usadili jeho rodiče po vyhnání ze Slezska. Lang v Brémách pracoval jako stavební inženýr do roku 1955. K 1. lednu 1956 vstoupil do Bundeswehru, ale kvůli cévní chorobě se k létání již nemohl vrátit. Mezi lety 1961–1963 byl velitelem ve výcvikové škole Luftwaffe. V roce 1961 byl povýšen do hodnosti plukovníka. Roku 1971 odešel do důchodu a až do smrti žil v Hannoveru.

## Ocenění
- Železný kříž II. třídy – získal ho za tažení do Polska
- Železný kříž I. třídy a povýšení na nadporučíka – po tažení do Francie
- Rytířský kříž – 300 bojových letů (23. listopadu 1941)
- Dubové ratolesti k rytířskému kříži – 600 bojových letů (21. listopadu 1942)
- Meč k dubovým ratolestem – 1000 bojových letů (7. března 1944)[3]